# 團拜
團拜，古時指有喜慶祝賀之事，團體中的一群人，相聚而互相慶賀。《朱子語類》：“團拜須打圈拜；若分行相對，則有拜不著處。”《官場現形記》：“以後就是門生請主考、同年，團拜。” 
一般的拜年是指新年期間到親、友家中拜訪、送禮、飲茶或聚餐，並在這時互相拜年。今多指機關、團體的主要幹部，召集同事們前來聚會，直接向同事們拜年，目的是節省時間和更熱鬧。
許多公司、機構也會有團拜的活動，有時還會有餘興節目，如抽獎、舞蹈、唱歌、舞龍、舞獅等。
現在有些政治人物亦會到廟宇等公眾場合，向員工、支持者團拜，代替到家中拜年。

## 常見團拜的場合
- 廟宇
- 酒樓
- 公司總部
- 老闆和親友家中
- 酒店